# 降旗一夫
降旗 一夫（ふりはた かずお、1950年 - ）は、日本の生命科学者・化学者。東京大学大学院農学生命科学研究科・農学部助教。農学博士。

## 経歴
長野県松本市生まれ。1968年（昭和43年）長野県松本県ヶ丘高等学校卒業、
1972年（昭和47年）東京都立大学理学部化学科卒業
。
1976年（昭和51年）東京大学大学院農学系研究科博士課程修了
。
博士論文『NMRの新手法の開発とその天然有機化合物の構造解析への応用』で、東京大学より農学博士の学位を取得。
現在、東京大学大学院農学生命科学研究科助教を務める
。
専門は、核磁気共鳴（NMR:Nuclear Magnetic Resonance）による新手法の開発、応用研究。
日本核磁気共鳴学会評議員
。

## 所属学会
- 日本核磁気共鳴学会

## 著書・論文
- 『NMRの新手法の開発 : 立体化学研究に有用なスピン結合定数の測定法の開発とその応用』降旗一夫著 東京大学 2003、2004
- 『NMRの新手法の開発とその天然有機化合物構造解析への応用研究』降旗一夫著 東京大学 1997
- 『NMRの新手法の開発とその天然有機化合物の構造解析への応用』降旗一夫著 東京大学 1987
- 『複雑な化合物の立体学研究に有用なNMRの新しい測定方法 : HR-HMBC法とBIRD-J-resolved HMBC法』59(P-37)
- 『複雑な化合物の構造および立体化学研究に有用なNMRの新しい測定方法 : CT-HMBC法とJ-resolved HMBC法』12
- 『天然物のNMRデータベース"CHNMR-NP"への実測スペクトルパターンの入力表示機能の追加』P-4
- 『天然有機化合物の構造解析のための^Cと^1HNMRデータベースCH-NMR-NPシステムの開発』25
- 『アフラトキシン生産阻害物質aflastatinに関する研究』40
- 『天然物のNMRデータベース"CH-NMR-NP"の現状』5